# یورگ اشتودر
یورگ اشتودر (آلمانی: Jürg Studer؛ زادهٔ ۸ سپتامبر ۱۹۶۶) بازیکن فوتبال اهل سوئیس بود.
از باشگاه‌هایی که در آن بازی کرده‌است می‌توان به باشگاه فوتبال لوزان-اسپورت، باشگاه ورزشی یانگ بویز، و باشگاه فوتبال زوریخ اشاره کرد.
وی همچنین در تیم ملی فوتبال سوئیس بازی کرده‌است.